# Quizilbache
Quizilbache (em Azeri: Qızılbaş em turco: Kızılbaş; em persa: قزلباش; romaniz.: Qezelbāsh; lit. "cabeça vermelha") constituíam grupo militante (ghulāt) xiita duodecimano que levou o xá Ismail I ao poder e ajudou assim a fundar a dinastia safávida no Irã. O nome é alusivo ao gorro vermelho com doze pregas que usavam, denominado, em pársi, Taje Heidar (em português, "coroa da Heidar", sendo Heidar o mestre sufi do grupo). As doze pregas simbolizavam os doze imames do xiismo). Alguns grupos alevitas da Turquia também se chamam quizilbache.
A origem do Qizilbash pode ser datada do século 15 em diante, quando o grande mestre espiritual do movimento, Shaykh Haydar (o chefe da ordem Sufi Safaviyya), organizou seus seguidores em tropas militantes. Os Qizilbash foram originalmente compostos por sete tribos de língua turca, todas de língua azerbaijana: Rumlu, Shamlu, Ustajlu, Afshar, Qajar, Tekelu e Zulkadar.